# موزه بابل

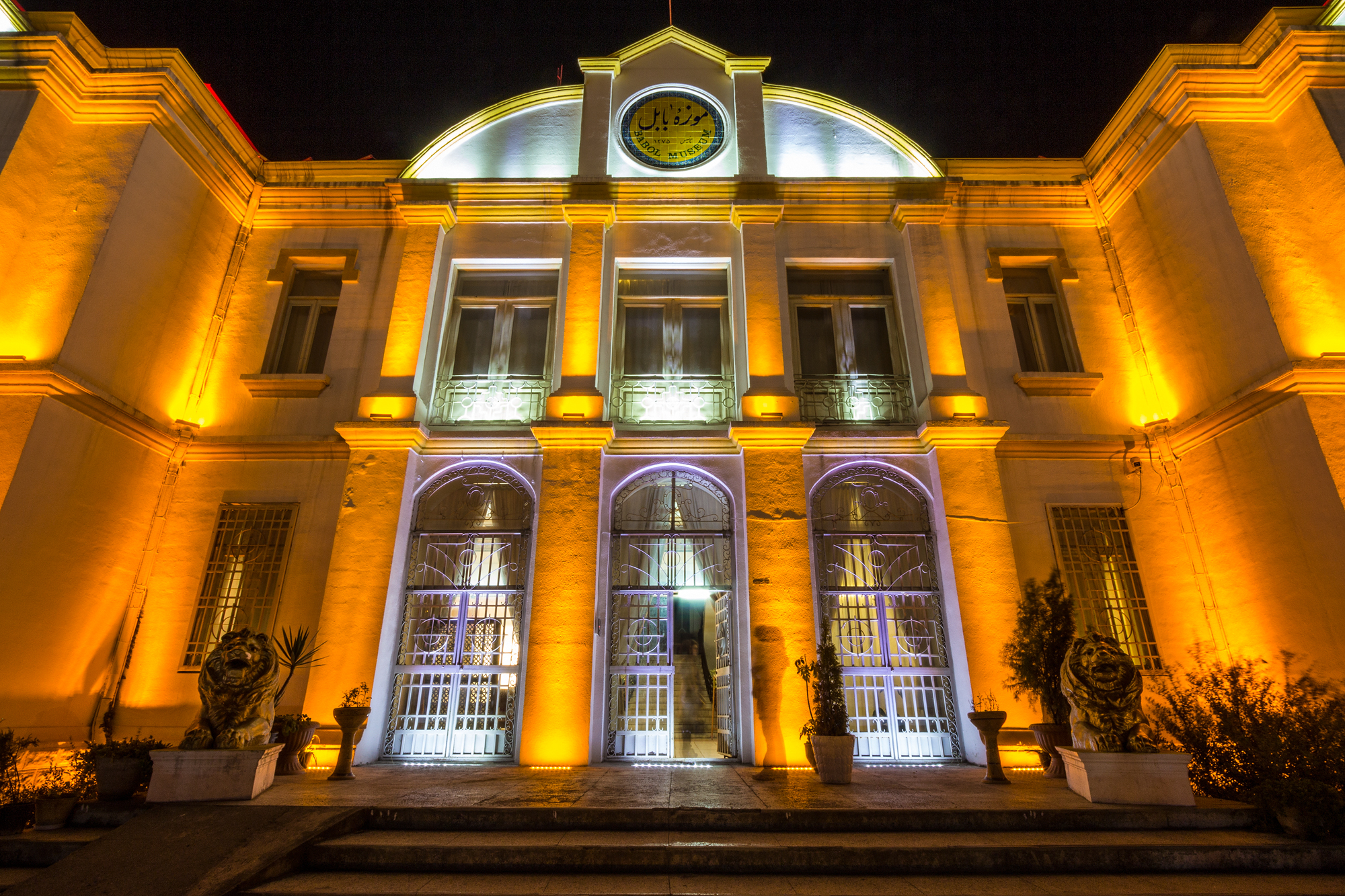
موزه بابل، تنها موزه مردمشناسی استان مازندران در شهر بابل است که در ساختمان شهرداری سابق بابل جای گرفته‌است. این ساختمان متعلق به دوران پهلوی است.

موزه بابل موسوم به گنجینه بابل به عنوان تنها موزه مردم‌شناسی مازندران در ساختمان شهرداری سابق شهر بابل واقع شده‌است.
این موزه، اولین موزه استان مازندران است.

## تاریخچه
ساختمان این موزه در سال ۱۳۰۷ به عنوان بلدیه یا شهرداری بنا شده بود.
این ساختمان در سال ۱۳۷۴با کاربری فرهنگی در اختیار میراث فرهنگی مازندران قرار گرفت و پس از احیا، مرمت و بازپیرایی در بهمن سال ۱۳۷۵به عنوان موزه بابل افتتاح شد.
این موزه با بخشهای باستان‌شناسی، مردم‌شناسی و چوب به مدت ۴ سال دایر بود و در سال ۱۳۷۹با مرمت اساسی شیروانی و زیرزمین آن در سال ۱۳۸۲به عنوان تنها موزه مردم‌شناسی مازندران شروع به کار کرد.ساختمان موزه در سال 1393 با همکاری شهرداری بابل و گروه نورپردازی نورامید ، نورپردازی شد تا این بنای تاریخی در شب نیز به زیبایی روز بدرخشد.

## بخش‌های موزه

### باستان‌شناسی
بخش باستان‌شناسی شامل آثاری از دوره‌های پیش از تاریخ و اسلامی در یک اتاق و دو سالن در معرض دید است.
از قدیمی‌ترین آثار دوران پیش از تاریخ این موزه ظروف سفالی قرمز رنگ منقوش اسماعیل‌آباد متعلق به هزاره پنجم پیش از میلاد است. همچنین سفال‌های منقوش هزاره چهارم و سوم پیش از میلاد از تپه حصار دامغان، سیلک کاشان و شوش را می‌توان در این موزه دید. ویترینی نیز به سفال خاکستری رنگ داغ‌دار تورنگ تپه و ظروف خاکستری مازندران در اواخر هزاره سوم و اواخر هزاره دوم پیش از میلاد اختصاص دارد. در یکی از سالن‌ها اشیایی از اواخر هزاره دوم و اوایل هزاره اول پیش از میلاد تا دوره پارت و ساسانی موجود است. این آثار شامل مجسمه‌های سفالی، مفرغی، جنگ‌افزارهای مفرغی و ظروف سنگی است. بیشتر این اشیا از مناطق باستانی مازندران مانند بهشهر، ساری، قائم شهر، نکا و نور به‌دست آمده و بیانگر تمدن دیرپای مناطق باستانی خطه شمال است.
سالن دوم موزه نیز به ارائه آثار اسلامی اختصاص یافته و آثاری چون ظروف سفالی لعاب‌دار از قرن سه تا ده هجری، آبگینه در اشکال تنگ، صراحی، پیاله و … است. زیورآلات هزاره اول پیش از میلاد و دوره اسلامی نیز در این موزه در معرض دید قرار دارند.

### مردم‌شناسی
بخش مردم‌شناسی موزه شامل یک تالار نسبتاً وسیع است و آثار موجود در آن عموماً مربوط به زندگی اقوام خاصی نیست: وسایل کشاورزی، پوشاک مازندران، گیلان، ترکمن، چادر شب بافی زنان مازندران، صنایع دستی زنان ترکمن‌صحرا و صنایع دستی کارگاه میراث فرهنگی کشور اعم از زری بافی و سفال‌گری در این بخش به نمایش گذاشته شده‌است.

### یادمان‌های چوبی
یک سالن از این موزه به یادمان‌های چوبی مازندران اختصاص یافته‌است و در، پنجره، قسمت‌هایی از کتبیه و تزیینات صندوق مزار این سامان در انواع منبت، مشبک و قاب و گره را در خود جای داده‌است. قدیمی‌ترین اثر این بخش کتیبه صندوق مزار امامزاده علی روستای سوادکوه با تاریخ ۸۳۳ هجری قمری است. دو لنگه در چوبی منبت کاری شده کتیبه‌دار متعلق به مزار شاهزاده رضا روستای لدر بندپی شرقی بابل نیز از اشیای با ارزش این مجموعه‌است.

## آدرس
بابل، خیابان مدرس، چهارراه گنجینه